# Balthasar de Monconys
Balthasar de Monconys (Lyon, 1 de março de 1611 – Lyon, 28 de abril de 1665) foi um viajante, diplomata, médico e magistrado francês, que escreveu um diário, publicado por seu filho como Journal des voyages de Monsieur de Monconys, Conseiller du Roy en ses Conseils d’Estat & Privé, & Lieutenant Criminel au Siège Presidial de Lyon, 2 vols., Lyon, 1665-1666.

## Biografia
Marconys foi criado em Lyon pelos Jesuítas e teve um interesse nas missões jesuíticas em território não católico. Ele viajou para Portugal, Inglaterra, Alemanha, Itália, Países Baixos e o Oriente Próximo (visitando Baalbek em 1647). Ele visitou a cidade de Delft duas vezes e assim pode satisfazer sua curiosidade por uma igreja clandestina e também a de conhecer um artista de crescente reputação. Ele foi a única pessoa, além de Pieter Teding van Berckhout, que se encontrou com Vermeer em 11 de Agosto de 1663, e escreveu um relato testemunhal de pinturas de Vermeer, durante a vida do pintor. Vermeer não tinha quadros para mostrar e Monconys e seu companheiro, um clérigo de Haia, foram enviados para o padeiro Hendrick van Buyten. Monconys também visitou Johannes Sibertus Kuffler no mesmo ano.